# Latin főnévragozás

## A deklinációk felosztása
A régi-régi grammatikai hagyománynak megfelelően világszerte öt deklinációba sorolják a névszókat a tőhangzó alapján – bár nem teljesen következetesen, az úgynevezett harmadik deklinációban ugyanis egymás mellett vannak a mássalhangzós és az i-tövű szavak (ez utóbbi ugyanis félhangzónak számít tőhangzóként, ezért a mássalhangzós ragozást követi), a többi deklináció tisztán magánhangzós töveket tartalmaz (voltaképpen tehát a kétféle gyökeresen különböző ragozás a mással- és a magánhangzós; az utolsó két deklináció az előbbi ragjaival alakult ki, bár a tövek magánhangzósak, és messze ritkább tőtípust tartalmaznak, mint az első három).
A tőhangzót úgy kapjuk meg, hogy a többes genitivus ‑rum vagy ‑um végződését elhagyjuk:
| Sing. nom. | Plur. gen.  | Tőhangzó     | Declinatio             |
| ---------- | ----------- | ------------ | ---------------------- |
| terra      | terrā\|rum  | ā            | 1. avagy ā-deklináció  |
| dominus    | dominō\|rum | ō            | 2. avagy ō-deklináció  |
| rēx        | rēg\|um     | mássalhangzó | 3. avagy mássalhangzós |
| cīvis      | cīvi\|um    | i            | 3. avagy i-deklináció  |
| frūctus    | frūctu\|um  | u            | 4. avagy u-deklináció  |
| diēs       | diē\|rum    | ē            | 5. avagy ē-deklináció  |

Melléknevek csak az 1–3. deklinációhoz tartoznak, azon belül részleteket lásd a melléknevek ragozásáról szóló szakaszban.
A főnevek szótári alakja (averbó) a sing. nom.-t közli első helyen, azután a sing. gen. végződését, azután a szó nemét, pl.: terra, ‑æ f (föld); a mellékneveké a sing. nom. alakját, majd a többi nemhez tartozó sing. nom. végződést, például bonus, ‑a, ‑um (jó), facilis, ‑e (könnyű) és dives (gazdag), de szokásos így is: bonus 3, facilis 2 és pauper 1 (olykor felső kitevővel is), ez utóbbi esetben az indexszám azt adja meg, hány alakú a melléknév, azaz hány nemet különböztet meg (a három alakúak mindhármat, a kétalakúak esetében az első a hím- és a nőnem, a második a semleges, az egyalakúak mindhárom nemben ugyanazt az alakot használják).

## Az összes deklinációra érvényes szabályok
- A vocativus alakilag egybeesik a nominativusszal, kivéve
  - a 2. deklináció ‑us-ra végződő főneveit, melyeknek a vocativusa ‑e;
  - az ‑ius végű tulajdonneveket, melyeknek a vocativusa ‑ī, például Pompeius → Pompeī;
  - és egyetlen szókapcsolatot, melyben szintén ‑ī a voc.: mī fīlī (fiam!).[2]
- A semlegesnemű (neutrum) névszók alany-, tárgy- és megszólító esete alakilag egybeesik mindenhol (úgynevezett „neutrum-szabály”), egyes és többes számban is, és többes számban e három esetben mindenütt ‑a a végződés.
- A plur. dativus és ablativus alakilag mindenütt egybeesik.

## Első deklináció, ā-tövűek (declinatio prima)
Az 1. deklinációhoz tartozó nevek a sing. nom.-ban a-ra végződnek, a szótári alakjuk: puella, ‑æ f (lány), a tövük a plur. gen-ből (terrārum): '‑ā‑'.
|      | Sing.   | Sing.                | Plur.     | Plur.                  |
| ---- | ------- | -------------------- | --------- | ---------------------- |
| Nom. | puellA  | lány                 | puellAE   | lányok                 |
| Acc. | puellAM | lányt                | puellĀS   | lányokat               |
| Gen. | puellAE | lánynak a [valamije] | puellĀRUM | lányoknak a [valamije] |
| Dat. | puellAE | lánynak              | puellĪS   | lányoknak              |
| Abl. | puellĀ  | lánytól              | puellĪS   | lányoktól              |

Az ide tartozó főnevek elsöprő többsége nőnemű (az ā-tő egy jellegzetesen nőnemű, magánhangzós grammatikai tő), például puella nostra (a mi lányunk). Kivételek:
- az olyan foglalkozást jelölő szavak, melyeket többnyire férfiak töltenek be:
  - poēta bonus (jó költő)
  - agricola sēdulus (szorgos földműves)
  - nauta piger (lusta hajós)
- a népnevek általános alanyként alkalmazva:
  - Persæ horrendī (rémisztő perzsák)
  - Celtæ multi (rengeteg sok kelta)

Ezekhez tehát a nőnemű tövük ellenére hímnemben illeszkednek a melléknevek.

### Kivételes alakok
- A familia régies sing. gen. formája familiās megmarad e két szókapcsolatban:
  - pater familiās (családapa),
  - māter familiās (családanya);
- Ha egymás mellett áll a fīlius és a fīlia (illetve a deus és a dea) többes dativusa vagy ablativusa, akkor ez utóbbiak az alaki egybeesés elkerülésére szokásos végződése helyett rendszerint fīliābus illetve deābus végződést kap.
- Az 1. deklinációban ragozódnak az ‑ās, ‑ēs végződésű hímnemű (Ænēās, Anchīsēs), illetve az ‑ē végződésű nőnemű (Circē) görög tulajdonnevek, ragozásukat lásd külön, a Görög nevek és kölcsönszavak ragozása szakaszban.

### A deklináció története
- Sing. nom.: az ‑a alkalmasint hosszú *‑ā volt,[3] ebből rövidült > ‑a. Lehetséges magyarázat: kéttagúak jambikus rövidüléséből általánosulhatott, így: *togā (hangsúly az első szótagon) > toga, ugyanígy aqua, mola, via etc.
- Sing. acc.: *‑ām > ‑am, szintén megrövidült (hosszú ‑ām-ra lásd: oszk paam ~ latin quam).
- Sing. gen.: az ‑æ mellett két további alak is volt „forgalomban”, 1) az ólatin ‑ās, 2) az ‑æ előzménye és 3) az ‑æs:
  1. ‑ās = indoeurópai ‑ās (< *‑ā + ‑os), vesd össze pater familiās, māter familiās, filius familiās, de előfordul pater familiæ is. Livius Andronicusnál Latonās (Latona Létó latinos neve), Naeviusnál terrās, fortunās, Enniusnál viās sing. genitivusi alakok találhatóak.
  2. ‑æ < ‑āī, a második deklináció ‑ī birtokosának analógiájára: agricolās bonī > agricolāī bonī stb.[4] Az ‑āī előfordul írásban Plautusnál: fīliāī, Enniusnál: viāī (Annales, 203), silvāī frondōsāī (191), rēx Albāī Longāī, Lucretiusnál: aquāī, animāī stb. (alkalmasint direkt archaizálás); már ‑æ formában előfordul Plautusnál: filiæ, Enniusnál: operæ pretium (465).
  3. ‑æs < ‑æ és ‑ās kontaminációjából, azaz az előbbi kettő összemosásából.
- Sing. dat.: az ‑æ < ólatin ‑ai, feliratokon: Dianai (D 44), Meneruai (178), Iuturnai sacrum (135). Az ‑ai viszont < ‑āī-ra megy vissza, ami azonos az ieu. *‑āī-jal < *‑ā + ei. Claudius császár feliratában (kétségtelenül szándékos archaizálás) ‑ai dat.: Antoniai, Augustai és Agrippinai. Ólatinban előfordul: ‑ā, vesd össze Diana, Loucina, Matre Matuta (D 45–175) < ‑āi-ból, a második deklinációs sing. dat. analógiájára, ahol az ‑i dativusi rag szintén lekopott a tőhangzó mögül: ‑ōī > ‑ō.
- Sing. abl.: ‑ā < ‑ād, italikus új képzés az ō-deklináció sing. abl. ‑ōd ragja mintájára: ‑ad lásd a Senatusconsultum de Bacchanalibusban: sententiad, arvorsum ead, suprad, exstrad – a szóvégi ‑d Kr. e. 200 körülre kopott le.

## Második deklináció, ō-tövűek (declinatio secunda)
A 2. deklinációba tartozó főnevek sing. nom.-ban ‑us-ra és ‑um-ra végződnek, illetve végződés nélküliek (puer). Szótári alakjuk: dominus, ‑ī m (úr), labellum, ‑ī n (szájacska, ajak) és puer, ‑ī m (fiú), a tövük a plur. gen-ből (labellōrum): ‑ō-.
|      | ‑us-végűek (m.) |                    |           |                      |
|      | Sing.           | Sing.              | Plur.     | Plur.                |
| Nom. | dominUS         | úr                 | dominĪ    | urak                 |
| Acc. | dominUM         | urat               | dominŌS   | urakat               |
| Gen. | dominĪ          | úrnak a [valamije] | dominŌRUM | uraknak a [valamije] |
| Dat. | dominŌ          | úrnak              | dominĪS   | uraknak              |
| Abl. | dominŌ          | úrtól              | dominĪS   | uraktól              |

|      | ‑er-végűek (m.) |                     |          |                      |
|      | Sing.           | Sing.               | Plur.    | Plur.                |
| Nom. | puer            | fiú                 | puerĪ    | fiúk                 |
| Acc. | puerUM          | fiút                | puerŌS   | fiúkat               |
| Gen. | puerĪ           | fiúnak a [valamije] | puerŌRUM | fiúknak a [valamije] |
| Dat. | puerŌ           | fiúnak              | puerĪS   | fiúknak              |
| Abl. | puerŌ           | fiútól              | puerĪS   | fiúktól              |

|      | ‑um-végűek (n.) |                           |            |                            |
|      | Sing.           | Sing.                     | Plur.      | Plur.                      |
| Nom. | labellUM        | szájacska                 | labellA    | szájacskák                 |
| Acc. | labellUM        | szájacskát                | labellA    | szájacskákat               |
| Gen. | labellĪ         | szájacskának a [valamije] | labellŌRUM | szájacskáknak a [valamije] |
| Dat. | labellŌ         | szájacskának              | labellĪS   | szájacskáknak              |
| Abl. | labellŌ         | szájacskától              | labellĪS   | szájacskáktól              |

Puer ragozását követi a vir (férfi).

### Az ō-tövű főnevek neme
Az ‑us, ‑er, ‑ir végűek általában hímneműek, az ‑um végűek semlegesneműek:
- dominus benignus (bőkezű úr)
- ager publicus (állami föld)
- vir malevolus (rosszindulatú férfi)
- labellum pulchrum (szép szájacska)

Az ‑us végűek közül
- nőneműek (a Jelentésük alapján kivételek szakaszban tárgyaltak és) a következők:
  - humus, ‑ī f. (termőföld)
  - alvus, ‑ī f. (has)
- semlegesneműek:
  - vīrus, ‑ī n. (méreg)
  - vulgus, ‑ī n. (tömeg, nép)
  - pelagus, ‑ī n. (tenger)

### A deklináció sajátságai
- Az ‑ius, ‑ium végű szavak a sing. gen. pro forma „szabályos” ‑iī végződést hajlamosak ‑ī-vé vonni össze, például Vergilius → Vergilī, Horātius → Horātī. Ez minden bizonnyal a beszédben is összevonódott, köznevek ilyen ragozására főleg költői szövegekből van példa: consilium → consilī.
- Az ‑ius végű tulajdonnevek sing. vocativusa ‑ī, például Tullius → Tullī (ugyanígy: mī fīlī, azaz „Fiacskám!”). *A plur. gen. végződése ‑ōrum-ból ‑ūm-má vonódhat össze ezeknél: sēsterius → sēstertiūm, nummus → nummūm, iugerum → iugerūm, superī → superūm, triumvirī → triumvirūm (költői szövegekben vir → virūm is).
- A deus, ‑ī m (isten) ragozása rendhagyó:

| Casus | Sing.       | Plur.                 |
| ----- | ----------- | --------------------- |
| Nom.  | deUS        | deĪ / diĪ / dĪ (dīvī) |
| Acc.  | deUM        | deŌS                  |
| Gen.  | deĪ         | deŌRUM / deŪM         |
| Dat.  | deŌ         | deĪS / diĪS / dīs     |
| Abl.  | deŌ         | deĪS / diĪS / dĪS     |
| Voc.  | deUS (dīve) | deĪ / diĪ / dĪ        |

- A locusnak kétféle többes száma van:
  - locī m. (könyvbéli passzusok, helyek, idézetek)
  - loca n. (földrajzi helyek)
- Az ‑eus végű görög tulajdonnevek (például Orpheus) ragozására lásd a Görög nevek és kölcsönszavak ragozása szakaszt.

## Harmadik deklináció, msh.- és i-tövűek (declinatio tertia)
A harmadik deklinációhoz tartoznak a mássalhangzós és az i-tövű névszók (ez utóbbiak azért, mert az i félhangzóként viselkedik a tőben, tehát az i-tövűek voltaképpen a mássalhangzós ragozást követik). Sing. nominativusuk változatos formákat mutat, de a gen. mindig ‑is-re végződik. Szótári alakjuk: rēx, ‑gis m. (király), nāvis, ‑is f. (hajó). E szavak tövét is a plur. gen. végződésének (‑um) elhagyásával kapjuk meg: rēgum → ‑g-, a rēx tehát mássalhangzós tövű, és nāvium → ‑i-, a nāvis tehát i-tövű.
Azokat az idetartozó főneveket, melyeknek a sing. gen.-ben a sing. nom.-hoz képest eggyel több szótag van, egyenlőtlen szótagszámúnak nevezzük; ha a szó szótagszáma a sing. nom.-ban és gen.-ben azonos, egyenlő szótagszámú a neve (ennek a nyelvtani nem és a tőtípus szempontjából lesz jelentősége).
- Egyenlőtlen szótagszámra példák: rēx, rē|gis; con|sul, con|su|lis; mul|ti|tū|dō, mul|ti|tū|di|nis.
- Egyenlő szótagszámra példák: avis, avis; nūbēs, nūbis; cædēs, cædis.

### Mássalhangzós tövűek
Az idetartozó főnevek kevés kivételtől eltekintve egyenlőtlen szótagszámúak: sōl, sōlis m. (nap, az égitest); arbor, arboris f. (fa).
|      | rēx, rēgis m. (mássalhangzós) |                        |         |                          |
|      | Sing.                         | Sing.                  | Plur.   | Plur.                    |
| Nom. | rēx                           | király                 | rēgĒS   | királyok                 |
| Acc. | rēgEM                         | királyt                | rēgĒS   | királyokat               |
| Gen. | rēgIS                         | királynak a [valamije] | rēgUM   | királyoknak a [valamije] |
| Dat. | rēgĪ                          | királynak              | rēgIBUS | királyoknak              |
| Abl. | rēgE                          | királytól              | rēgIBUS | királyoktól              |

A deklináció sajátosságai:
- Rendhagyó a sing. nom.:
  - Iuppiter, Iovis m. (Jupiter): Iovem, Iovis, Iovī, Iove[8]
  - bōs, bovis m./f. (marha):
    - sing. bovem, bovis, bovī, bove
    - plur. bovēs, bovēs, boum (bovum), bōbus/būbus, bōbus/būbus (bovibus helyett)

  - senex, senis m. (öreg):
    - sing. senem, senis, senī, sene
    - plur. senēs, senēs, senum, senibus, senibus

  - nix, nivis f. (hó):
    - sing. nivem, nivis, nivī, nive
    - plur. nivēs, nivēs, nivium, nivibus, nivibus

  - iter, itineris n. (út):[9]
    - sing. iter, itineris, itinerī, itinere
    - plur. itinera, itinera, itinerum, itineribus, itineribus
- A plur. átmegy az ō-deklinációba:
  - vās, vāsis n (edény):
    - plur. vāsa, vāsa, vāsōrum, vāsīs, vāsīs
- Egyes mássalhangzós tövűek a plur. gen.-ban i-tövű, ‑ium ragot kapnak: līs, lītis f. (per): lītium • mūs, mūris m. (egér): mūrium • nix, nivis f. (hó): nivium • os, ossis n. (csont): ossium • strix, strigis f. (bagoly): strigium.

### i-tövűek
Az i-tövűek ragozásában a félhangzós tő gyakran olvad össze a mássalhangzós ragozásból vett ragokkal, azok kötőhangzóival, és különféle alosztályokat képeznek az ide tartozó szavak aszerint, mennyire érvényesült az i-tő ereje maradéktalanul a végső ragozásban. Eszerint megkülönböztetünk két fő csoportot:
- a tiszta i-tövűeket, ezek ragozásában az ‑i- szinte minden esetben megmaradt (bizonyos alakváltozatokban tényleg minden esetben),
- és a vegyes i-tövűeket, ezek ragozásában az ‑i- egyedül a plur. gen. ‑ium ragjában maradt meg, egyébként a mássalhangzós ragozást követik (ez utóbbiak vannak többen).

Mindkét csoportban számos kivétel és sajátosság akad.

#### Tiszta i-tövűek
Ide tartoznak a következő m. és f. főnevek: febris, febris f. (láz) • puppis, puppis f. (hajótat, hajófar) • secūris, secūris f. (bárd) • turris, turris f. (torony) • vis f. (plur. virēs) • Neāpolis, Neāpolis f. (Nápoly) • Tiberis, Tiberis f. (Tiberis folyó). E szavak tövében a plur. nom. és acc. kivételével (de olykor még ott is!) mindenütt megtalálható az ‑i.
|      | tiszta i-tövű rendhagyó főnevek turris, turris f. |                        |                 |                         |
|      | Sing.                                             | Sing.                  | Plur.           | Plur.                   |
| Nom. | turrIS                                            | torony                 | turrĒS          | tornyok                 |
| Acc. | turrIM                                            | tornyot                | turrĪS / turrĒS | tornyokat               |
| Gen. | turrIS                                            | toronynak a [valamije] | turrIUM         | tornyoknak a [valamije] |
| Dat. | turrĪ                                             | toronynak              | turrIBUS        | tornyoknak              |
| Abl. | turrĪ                                             | toronytól              | turrIBUS        | tornyoktól              |

Tiszta i-tövűek az ‑e, ‑al, ‑ar végű neutrumok (például mare, animal, calcar):
|      | tiszta i-tövű ‑e, ‑al, ‑ar végű neutrumok mare, maris n. |                        |         |                          |
|      | Sing.                                                    | Sing.                  | Plur.   | Plur.                    |
| Nom. | mare                                                     | tenger                 | marIA   | tengerek                 |
| Acc. | mare                                                     | tengert                | marIA   | tengereket               |
| Gen. | marIS                                                    | tengernek a [valamije] | marIUM  | tengereknek a [valamije] |
| Dat. | marĪ                                                     | tengernek              | marIBUS | tengereknek              |
| Abl. | marĪ                                                     | tengertől              | marIBUS | tengerektől              |

#### Vegyes i-tövűek
E főnevek deklinációja az i-tövűek ragozásából csak a plur. gen. ‑ium végződését tartotta meg, egyebekben a mássalhangzósok ragozását követi. Ide tartoznak:
- az ‑ēs vagy ‑is végű egyenlő szótagszámúak, például nāvis, ‑is f. (hajó) nūbes, nūbis f. (felhő);
- azok a főnevek, melyeknél a sing. gen. végződése előtt egynél több mássalhangzót találunk: például urbs, urbis f. (város ), arx, arcis f. (fellegvár), imber, imbris m. (eső, zápor).

|      | vegyes i-tövűek nāvis, ‑is f. |                      |         |                       |
|      | Sing.                         | Sing.                | Plur.   | Plur.                 |
| Nom. | nāvIS                         | hajó                 | nāvĒS   | hajók                 |
| Acc. | nāvEM                         | hajót                | nāvĒS   | hajókat               |
| Gen. | nāvIS                         | hajónak a [valamije] | nāvIUM  | hajóknak a [valamije] |
| Dat. | nāvĪ                          | hajónak              | nāvIBUS | hajóknak              |
| Abl. | nāvE                          | hajótól              | nāvIBUS | hajóktól              |

##### Sajátságok
- A következő egyenlő szótagszámú szavak a plur. gen.-ben mégsem i-tövű ragot, hanem a mássalhangzós ‑um-ot hozzák: canis, ‑is m./f. (kutya): canum • iuvenis, ‑is m. (ifjú): iuvenum • mēnsis, ‑is m. (hónap): mēnsum • senex, senis m. (öregember, vénség): senum.
- A sing. gen. előtti két mássalhangzó dacára a következő szavak nem átallanak a plur. gen.-ben is mássalhangzós ‑um végződést hozni: pater, ‑tris m. (apa, atya): patrum • māter, ‑tris f. (anya): mātrum • frater, ‑tris m. (fivér): fratrum • parēns, ‑entis m./f. (szülő): parentum[11]
- Az ignis, ignis m. (tűz) a sing. abl.-ban gyakran ignī alakot képez tiszta i-tövű raggal, amit nem volna szabad neki mint „rendes” vegyes i-tövűnek.
- A plur. acc.-ban olykor ‑ēs helyett ‑īs-t találunk: partīst partēs helyett, urbīst urbēs helyett.
- Az ide tartozó görög főnevek ragozását lásd a Görög nevek és kölcsönszavak ragozása szakaszba.

### A harmadik deklinációba tartozó főnevek neme
| „ | I. főszabály (hímnem) ‑ō, ‑or, ‑os, ‑er végű szó / a hímnembe tartozó. Nem kevésbé hímnemű lesz / ragozásban növő ‑es! Kivételek Az ‑ō végűekre: ‑dō, ‑gō, ‑iō végzetű / nagyobbrészt csak nőnemű. De az ōrdō és ligō / cardō, margō, harpagō, ehhez a septemtriō / mind hímnemhez tartozó, s így az ‑iō végzetű, / ha érzéki, konkrét szó. Nőnemű mindig carō. Az ‑or végűekre: Æquor, marmor és a cor / semlegesek mindenkor! Feminini generis / csak az arbor, arboris. Az ‑ōs/‑os végűekre: Cōs, dōs, eōs nőneműek, / habár ezek ‑ōs végűek. De ōs és os ki van véve, / csakhogy semlegesbe téve! Az ‑er végűekre: Semlegesnemű is van ‑er / iter, ūber, vēr, cadāver, növénynevek, mint papāver. / Idejárul még a verber, nőnemű csak maga linter. Az ‑es/‑ēs végűekre: Van szótagnövesztő ‑es / és az itten nőnemű lesz: inquiēs, requiēs, compēs, seges, / mercēs, merges, quiēs, teges. Érc latinul æs, æris, / de neutrius generis! II. főszabály (nőnem)) Ha a végzet ‑as, ‑is, ‑aus és ‑x, mint ætās, avis, laus és nix, vagy ‑s-szel végződik a szó / s ez előtt áll mássalhangzó: az ilyen szók, jól jegyezd meg, / rendesen csak nőneműek! S ha nem növekszik az ‑es, / ez is csak nőnemű lesz! Kivételek Az ‑as/‑ās végűekre: Hímnemű as, elephās, adamās, / semleges, ha edényt jelöl: vās. Az ‑is végűekre: ‑is végzetű számos szó / a hímnemhez tartozó: axix, callis, caulis, ensis / fustis, orbis, vectis, mensis, pulvis, lapis meg a glis / s melynek vége ‑cis, ‑guis, ‑quis ‑ālis, ‑ollis, ‑mis vagy ‑nis. Az ‑x végűekre: Ha a szónak vége ‑ex / hímnemű az, mint a grex. Nőnemű csak lex és nex / meg hozzá a supellex! Az ‑s végűekre: Hímnemű a fons és mons, / hozzá torrens, dens és pons, azonkívül tridens, rudens / így oriens és occidens. III. főszabály (semlegesnem) ‑e, ‑l, ‑n, ‑t végű szó, / semlegeshez tartozó; ‑ar, ‑ur, ‑us és ‑ma végű, / szintén semlegesnemű. Kivételek Az ‑l, ‑n, ‑ur végűekre: Pecten és a sōl és sāl, / hímneműek között áll, éppen így még három ‑ur: / turtur, vultur és furfur. Az ‑us végűekre: Nőnemű van kilenc ‑us: / virtūs, salūs, iuventūs, incūs, tellūs, senectūs, / pecus, palūs, servitus. Hímnemű is van még ‑us: / tripūs, lepūs meg a mūs. | ” |
|   | |   |

- A természetes nem alapján
  - masculinumok pl.: civis, ‑is (polgár), aquilō, ‑ōnis (északkeleti szél);
  - femininumok pl.: uxor, ‑is (feleség), soror, ‑is (nővér), abies, ‑etis (fenyő).
- Végződésük alapján (grammatikai nem, a szabályokat rímes versbe szedve lásd a jobb oldali idézetsávban):[13]

| Masculinumok | ‑er, ‑or, ‑ōs végűek                                          |
| Femininumok  | ‑ēs, ‑is, ‑ō, ‑x, ‑ās, ‑aus végűek a mássalhangzó + ‑s végűek |
| Neutrumok    | ‑a, ‑e, ‑c, ‑l, ‑n, ‑t, ‑ar, ‑ur, ‑us végűek                  |

Kivételek:
- A masculinum-szabály alól:
  - femininumok | arbor, arboris (fa), dōs, dōtis (hozomány), linter, lintris (csónak);
  - neutrumok | cadāver, ‑eris (holttest), iter, itineris (út), vēr, vēris (tavasz), cor, cordis (szív), marmor, ‑oris (márvány), æquor, ‑oris (síkság, tenger), ōs, ōris (száj), os, ossis (csont).
- A femininum-szabály alól:
  - masculinumok:
    - ās, assis (as), pēs, pedis (láb), ariēs, ‑etis (kos), pariēs, ‑etis (fal), vertex, ‑icis (örvény), calix, ‑icis (kehely), grex, gregis (nyáj);
    - collis, ‑is (domb), mēnsis, ‑is (hónap), piscis, ‑is (hal), lapis, ‑idis (kő), fascis, ‑is (nyaláb), pulvis, ‑eris (por), orbis, ‑is (kör), cinis, ‑eris (hamu);
    - finis, ‑is (határ), īgnis, ‑is (tűz), amnis, ‑is (folyó), sanguis, ‑inis (vér);
    - leō, ‑ōnis (oroszlán), ōrdō, ‑inis (rend), sermō, ‑ōnis (beszéd), turbō, ‑inis (forgás), carbō, ‑ōnis (szén);
    - mōns, montis (hegy), pōns, pontis (híd), fōns, fontis (forrás), dēns, dentis (fog);

  - neutrumok | vās, vāsis (edény), æs, æris (érc).
- A neutrum-szabály alól:
  - masculinumok | sōl, sōlis (nap), mūs, mūris (egér), sāl, salis (só), lepus, ‑oris (nyúl), vultur, ‑uris (keselyű);
  - femininumok | az ‑ūs, ‑ūtis és az ‑us, ‑udis végű főnevek, például salūs, ‑ūtis (egészség), virtūs, ‑ūtis (erény), laus, laudis (dicséret), fraus, fraudis (csalás).

## Negyedik deklináció, u-tövűek (declinatio quarta)
A 4. deklinációba tartozó főnevek sing. nom.-ban ‑us-ra vagy ‑ū-ra végződnek, szótári alakjuk: frūctus, ‑ūs m (gyümölcs), cornū, ‑ūs n (szarv), a tövük a plur. gen-ből (fructuum, cornuum): ‑u-. Ezek a szavak láthatóan a mássalhangzós ragozás ragjait vették át (az ‑u- is hajlamos félhangzóként viselkedni a tőben, mint az ‑i-).

### us-végű hímneműek
|      | ‑us-végűek (m.) |                          |           |                            |
|      | Sing.           | Sing.                    | Plur.     | Plur.                      |
| Nom. | frūctUS         | gyümölcs                 | frūctŪS   | gyümölcsök                 |
| Acc. | frūctUM         | gyümölcsöt               | frūctŪS   | gyümölcsöket               |
| Gen. | frūctŪS         | gyümölcsnek a [valamije] | frūctUUM  | gyümölcsöknek a [valamije] |
| Dat. | frūctUĪ         | gyümölcsnek              | frūctIBUS | gyümölcsöknek              |
| Abl. | frūctŪ          | gyümölcstől              | frūctIBUS | gyümölcsöktől              |

### ū-végű semlegesneműek
|      | ‑ū-végűek (n.) |                       |          |                         |
|      | Sing.          | Sing.                 | Plur.    | Plur.                   |
| Nom. | cornŪ          | szarv                 | cornUA   | szarvak                 |
| Acc. | cornŪ          | szarvat               | cornUA   | szarvakat               |
| Gen. | cornŪS         | szarvnak a [valamije] | cornUUM  | szarvaknak a [valamije] |
| Dat. | cornŪ          | szarvnak              | cornIBUS | szarvaknak              |
| Abl. | cornŪ          | szarvtól              | cornIBUS | szarvaktól              |

### Az u-tövű főnevek neme
Az ‑us végűek hímneműek, például cursus longus (hosszú futás); az ‑ū végűek semlegesek, genū lævum (bal térd).
Kivételek, ‑us végződésük ellenére is femininumok:
- természetes nemük alapján, például quercus, ‑ūs (tölgy);
- egyéb kivételek | Īdūs, ‑uum (a hónap 13. v. 15. napja), acus, ‑ūs (tű), tribus, ‑ūs (kerület, törzs), manus, ‑ūs (kéz), porticus, ‑ūs (oszlopcsarnok),[14] domus, ‑ūs (ház).

### A deklináció sajátosságai
- A neutrumok sing. dat.-ának végződése egybeesik a sing. abl.-szal: ‑ū.
- A plur. dat. és abl.-ban ‑ubus végződést hoznak: arcus, ‑ūs m. (ív) → arcubus • tribus, ‑ūs f. (kerület, törzs) → tribubus • artus, ‑ūs m. (tag) → artubus • portus, ‑ūs m. (kikötő) → portubus[15] • lacus, ‑ūs m. (tó) → lacubus.
- A domus, ‑ūs f. (ház) alakjait részben az ō‑, részben az u-deklináció szerint képezi (és még azon belül is ingadozik, ráadásul kivételképpen önálló locativusa van), ezért külön ismertetendő:

|      | domus, ‑ūs f. (ház) |         |                       |
|      | Sing.               | Plur.   | Helyhatározói alakjai |
| Nom. | domUS               | domŪS   |                       |
| Acc. | domUM               | domŌS   | domUM (haza)          |
| Gen. | domŪS               | domŌRUM |                       |
| Dat. | domUĪ               | domIBUS |                       |
| Abl. | domŌ                | domIBUS | domŌ (hazulról)       |
| Loc. |                     |         | domĪ (otthon)         |

- Ugyancsak vegyesen képezi alakjait a laurus, ‑ī f. (babér): sing. gen. laurī/laurūs; plur. nom. laurī, laurūs; gen. csak lauruum; dat.-abl. laurīs és lauribus.

## Ötödik deklináció, ē-tövűek (declinatio quinta)
Az 5. deklinációba tartozó főnevek sing. nom.-ban ‑ēs végűek, szótári alakjuk: rēs, reī f (dolog), diēs, diēī f. (határnap), a tövük a plur. gen-ből (rērum, diērum): ‑ē-. A deklinációba főként nőnemű szavak tartoznak, és nem nagyon népes.
|      | rēs, reī f. (dolog) |                       |       |                        |
|      | Sing.               | Sing.                 | Plur. | Plur.                  |
| Nom. | rĒS                 | dolog                 | rĒS   | dolgok                 |
| Acc. | rEM                 | dolgot                | rĒS   | dolgokat               |
| Gen. | rEĪ                 | dolognak a [valamije] | rĒRUM | dolgoknak a [valamije] |
| Dat. | rEĪ                 | dolognak              | rĒBUS | dolgoknak              |
| Abl. | rĒ                  | dologtól              | rĒBUS | dolgoktól              |

### Az ötödik deklinációhoz tartozó főnevek neme
E főnevek általában nőneműek, például rēs publica (közügyek, köztársaság); hímnemű azonban a diēs, ha a jelentése „nap” úgy általában, nem pedig valamely konkrét időpont: diēs āter (szerencsétlen, átkos nap) és meridiēs calidus (forró délidő), de diē constitūtā („a kitűzött napon”)!

### A deklináció sajátosságai
- Teljes, minden esetben használatos paradigmája csak a diēsnek és a rēsnek van.
- A sing. gen.-ban az ‑eī végződés e-je i után megnyúlik: diēī, mássalhangzó után azonban rövid: fideī.
- Néhány ‑ēs-re végződő harmadik deklinációs főnév egyes alakjaiban átcsábul az ötödik deklinációba:
  - requiēs, ‑ētis f. (nyugalom, pihenés): acc. requiem, abl. requiē;
  - plēbs, plēbis f. (nép): gen. plēbei vagy plēbī, ezért: plēbī/plēbis tribunus (néptribun) és plēbī scītum vagy plēbīscītum (népgyűlési határozat, néphatározat).

## Görög nevek és kölcsönszavak ragozása
A görög nevek és kölcsönszavak (tekintve a két nyelv névragozási rendszerének nagyfokú rokonságát) a megfelelő latin deklináció szerint ragozódnak (tőtípusonként) többnyire probléma nélkül, de olykor mégis megőrzik görögös végződéseiket.
- Az ā-deklinációhoz tartozó femininumok gen.‑a ‑æ vagy ‑ēs (görögös); a masculinumok a sing. nom.-ban megőrzik a görögös ‑ās vagy ‑ēs végződést:

|      | Femininumok     | Masculinumok | Masculinumok |
| Nom. | CircĒ / CircA   | ÆnēĀS        | AnchīsĒS     |
| Acc. | CircĒN / CircAM | ÆnēAN        | AnchīsĒN     |
| Gen. | CircĒS / CircAE | ÆnēAE        | AnchīsAE     |
| Dat. | CircAE          | ÆnēAE        | AnchīsAE     |
| Abl. | CircĒ           | ÆnēĀ         | AnchīsĀ      |
| Voc. | CircĀ           | ÆnēĀ         | AnchīsĀ      |

- Az ō-deklinációhoz tartozik:

| Nom. | OrphEUS |
| Acc. | OrphEUM |
| Gen. | OrphEĪ  |
| Dat. | OrphEŌ  |
| Abl. | OrphEŌ  |
| Voc. | OrphEU  |

- A harmadik deklináció szerint ragozzuk a mássalhangzós és i-tövű kölcsönszavakat:

|      | Sing.    | Sing.  | Sing. | Sing.   | Sing. | Plur. |
| Nom. | PericlĒS | Halys  | DīdŌ  | poēsIS  | āër   | TrōES |
| Acc. | PericlĒN | Halyn  | DīdŌ  | poēsIM  | āërA  | TrōAS |
| Gen. | PericlIS | Halyos | DīdŪS | poēsEOS | āërIS | TrōUM |
| Dat. | PericlI  |        |       | poēsI   | āërĪ  |       |
| Abl. | PericlE  |        |       | poēsI   | āërE  |       |
| Voc. | PericlES |        |       |         | āër   | TroES |

### Sajátosságok
- Az āër ragozását követik: æthēr, ætheris m. (levegőég), crātēr, crāteris m. (vegyítőedény).
- Egyes tulajdonnevek megtartják a sing. nom.-ban a görögös ‑ōn végződést (Xenopōn), mások viszont ‑ō-ra végződnek latinosan (Platō, Solō).
- Az ‑ma végű semlegesek a plur. dat.-abl.-ban ‑ibus helyett ‑īs végződést hozhatnak (epigrammatīs).